# Beach Life
Beach Life (Spring Break en Amérique du Nord) est un jeu vidéo de simulation économique développé par Deep Red Games et édité par Eidos Interactive, sorti en 2002 sur Windows.

## Accueil
- Jeux vidéo Magazine : 14/20[1]